# Macrotylus dorsalis
Macrotylus dorsalis är en insektsart som beskrevs av Van Duzee 1916. Macrotylus dorsalis ingår i släktet Macrotylus och familjen ängsskinnbaggar. Inga underarter finns listade i Catalogue of Life.